# Jaraguá (distrito de São Paulo)
Jaraguá é um distrito situado na zona noroeste do município brasileiro de São Paulo, que tornou-se distrito em 1948, em áreas desmembradas de Perus, Pirituba e do antigo subdistrito de "Nossa Senhora do Ó", ou, como voltou a ser conhecido Freguesia do Ó. Jaraguá faz limites com os municípios de Osasco a oeste, Caieiras ao norte, e com os distritos de Perus, Anhanguera, Brasilândia, São Domingos e Pirituba.
Em 1968, a antiga Companhia Telefônica Brasileira (CTB) construiu no bairro um pequeno prédio para servir de centro telefônico. O custo da linha telefônica, a ser adquirida pelos pretendentes a assinantes pelo sistema de "planos de expansão" geridos pelo sistema Telebrás, contudo, fez com que não houvesse número suficiente de interessados para que se iniciasse a operação do serviço no bairro. Apenas em 1984 Jaraguá passou a contar com serviço de telefones automáticos instalados pela TELESP, inicialmente com 4.000 terminais que operavam com o prefixo 841. Atualmente, aproximadamente 89.000 terminais estão instalados no centro telefônico do distrito.
A estação ferroviária que leva o mesmo nome do bairro teve sua construção realizada pela São Paulo Railway Company sendo inaugurada em 1891 com o nome de Taipas, na época conhecida como "Parada de Taipas", sendo posteriormente oficialmente renomeada para "Jaraguá" em 1940.
Em 18 de março de 2010 o viaduto do Jaraguá foi inaugurado por "completo". Mesmo com muitas falhas, o prefeito Gilberto Kassab inaugurou uma das obras mais atrasadas da cidade de São Paulo.
Este viaduto facilita a travessia de carros, ônibus, caminhões e outros meios que antes necessitavam parar na cancela da Estação Jaraguá e aguardar a passagem dos trens de passageiros ou de carga, causando trânsito e muitos acidentes com pedestres.

## Bairros
Jaraguá (Centro)

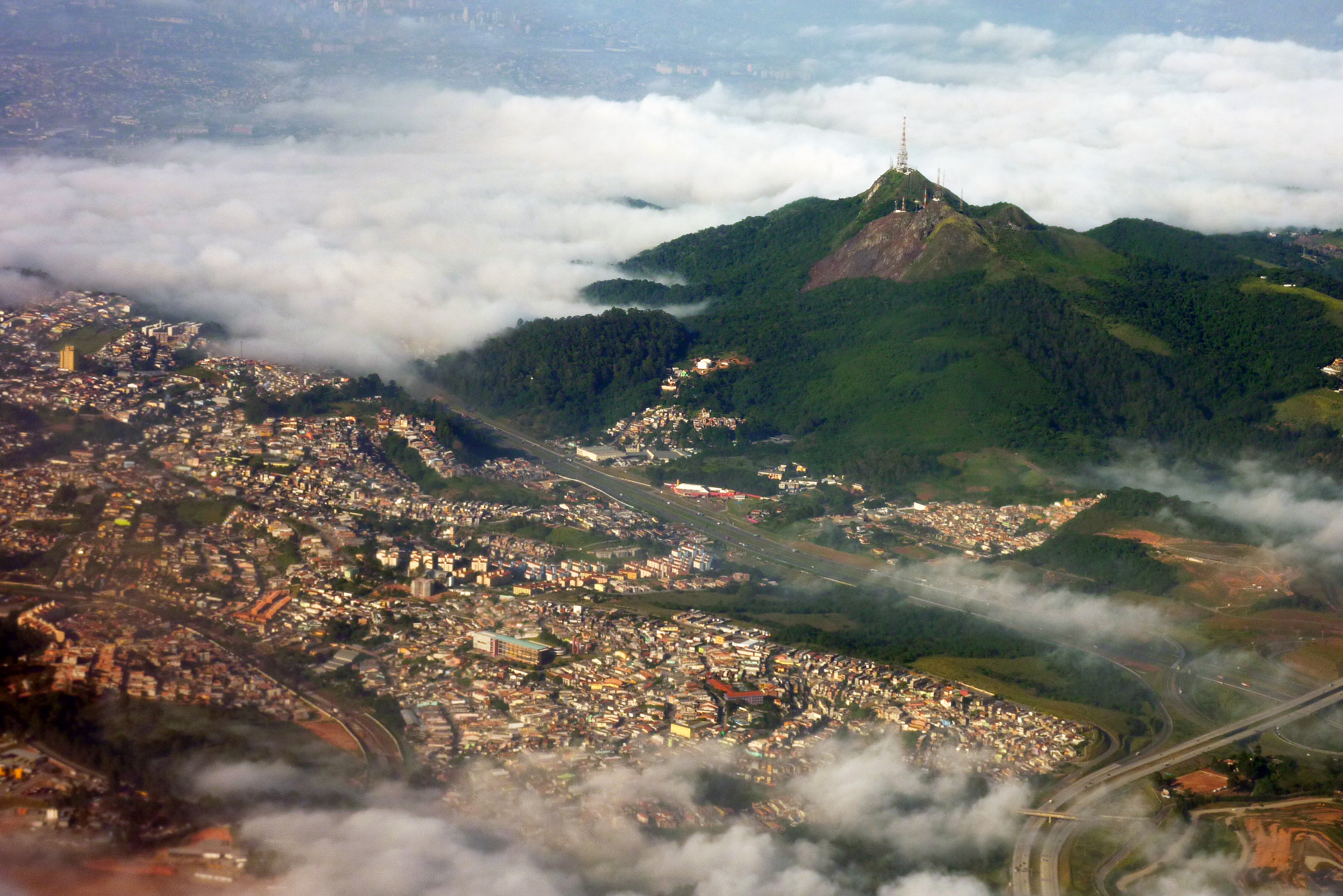
Vista aérea do distrito

É o centro do distrito, onde fica o Largo da Matriz, e a paróquia Nossa Sra. da Conceição, uma das mais antigas de toda a região. Ao lado da Igreja existe também a Casa Das Irmãs Japonesas. Fica também a estação de trem Jaraguá da Linha 7-Rubi, uma das estações tombadas pelo patrimônio de São Paulo e ainda mantém sua arquitetura Inglesa de 1891 quando foi construída. No bairro fica a primeira casa de alvenaria de todo distrito, onde hoje funciona a floricultura. Seu acesso pode ser pelas avenidas Jerimanduba, Doutor Felipe Pinel ou Estrada das Taipas.
Cidade D’Abril
Onde fica o ponto final das linhas para Praça Ramos, suas principais ruas são a Rua Dr. Mauro de Araújo Ribeiro e Dr. Rafael de Araújo Ribeiro, onde acontece a feira livre aos sábados. Ficam também alguns comércios antigos da região.
City Jaraguá
Bairro de baixa renda com algumas comunidades. Teve grande evolução imobiliária a partir de 2010 quando o antigo Retão foi ocupado por condomínios residenciais de prédios e casas. Abriga a ETEC Jaraguá e o Cantareira Norte Shopping, o maior centro de compras de toda a região.
Jardim Bandeirantes
Fica a leste do centro do distrito, e bem próximo à estação da CPTM. Com a construção do viaduto do Jaraguá em 2011 o acesso ao bairro ficou através do retorno abaixo do mesmo.
Jardim Ipanema
É um dos bairros que faz limite com a Rodovia dos Bandeirantes a oeste. É bem servido de comércios e linhas de ônibus através da Avenida Alexios Jafet. Existem alguns locais com comunidades carentes, principalmente nas margens da Rodovia citada acima.
Jardim Líder
Um dos bairros que faz divisa com o distrito de Pirituba ao sul. O acesso se dá pelas avenidas Raimundo Pereira de Magalhães e Elísio Teixeira Leite. O bairro abriga famílias de classe média e baixa.
Jardim Pirituba
Bairro cortado pela Avenida Raimundo Pereira de Magalhães, comumente confundido com o distrito de Pirituba por serem homônimos, até mesmo alguns moradores afirmam morar em Pirituba, porém não pertence e nem mesmo faz divisa com esse distrito. O bairro é bem servido de comércios e linhas de ônibus para o centro e zona oeste da cidade.
Jardim Rincão
Bairro cortado pela Estrada das Taipas, com fácil acesso ao Rodoanel. Abriga várias comunidades carentes e alguns pontos favelizados.
Jardim São João
Bairro próximo ao centro do distrito entre a Estrada das Taipas e Rua Friedrich Von Voith. No local acontecem tradicionais festas na Praça Dois Corações, organizadas pelos moradores todos os anos. Abriga famílias de classe média.
Jardim Shangri-lá
Um dos bairros mais ao norte do distrito, próximo à divisa com o Rodoanel e o distrito de Perus, abriga principalmente comunidades carentes e algumas casas de classe média. Os acessos são pela Estrada das Taipas e Avenida Raimundo Pereira de Magalhães.
Jardim Vivan
Bairro de classe média e classe média alta, com exceção do CDHU na divisa com o Jd. Bandeirantes onde moram famílias de classe média baixa. Abriga o prédio da antiga Telesp e é praticamente todo residencial com poucos comércios. No bairro é realizada a feira livre aos domingos na rua Pastoril de Almenara. No ponto mais alto do bairro é possível ter uma vista panorâmica do distrito. É nesse bairro onde nasceu e viveu o artista plástico e miniaturista Oscar Blóis.
Parada de Taipas
É um bairro localizado no distrito do Jaraguá, na zona noroeste do município de São Paulo. Historicamente, a região era uma grande fazenda próxima à Serra da Cantareira. Um marco importante para o desenvolvimento do bairro foi a inauguração, em 1º de outubro de 1891, da Parada de Taipas, uma estação de trens da antiga São Paulo Railway, que mais tarde passou a se chamar Estação Jaraguá.
O bairro é conhecido por ser um núcleo urbano mais isolado do restante da cidade devido a um cinturão verde que o circunda, situado na região do Vale do Rio Juqueri. Apesar disso, oferece aos seus moradores uma vida comunitária vibrante e um ambiente acolhedor.
Em termos de infraestrutura e cultura, Parada de Taipas conta com:
- Transporte: A região é atendida por diversas linhas de ônibus e pela Estação Jaraguá da Linha Rubi da CPTM. Houve também a criação de uma linha de ônibus específica (8548-10 Parada de Taipas – Term. Lapa) para os finais de semana e feriados, facilitando o acesso a outras áreas da cidade.
- Cultura e Lazer: O bairro possui espaços como o Museu de Arte de Rua na Parada de Taipas e o Coreto de Taipas, uma das edificações culturais mais antigas do distrito do Jaraguá. Há também o Parque Taipas para atividades de lazer.
- Educação: Existem instituições como o Centro Educacional Infantil Taipas, que oferece educação para crianças.e o CEU TAIPAS
- Comércio e Serviços: O bairro oferece uma variedade de comércios e serviços para atender às necessidades dos moradores.

Apesar dos desafios comuns a áreas periféricas, como questões de infraestrutura e segurança, a comunidade de Parada de Taipas demonstra resiliência e busca melhorias para o bairro. Iniciativas e a união dos moradores são importantes para o desenvolvimento local.
Parque Nações Unidas
É o bairro que abriga a companhia siderúrgica alemã Voith, uma das mais antigas no distrito. A parte mais ao sul abriga condomínios residenciais de classe média e classe média alta, onde também está a base do corpo de bombeiros da Polícia Militar. Ao centro existem casas de classe média e também o Parque Senhor do Vale, com quadra poliesportiva, minicampo de terra, quiosque e áreas ajardinadas.
Parque Pan-Americano
Bairro onde se concentra uma boa parte do comércio do distrito, e muito bem servido de linhas de ônibus para o centro da cidade. Acessado através da Estrada do Corredor e Estrada das Taipas. Bairro com muitas áreas de comunidades carentes; uma delas ficou conhecida nas mídias: a favela da “Acherupita”, popularmente conhecida como Xurupita, graças ao programa Pânico na TV. É onde fica também a famosa Praça do Pan.
Parque Taipas
Local de acesso para quem vem do distrito de Brasilândia através da Avenida Deputado Cantídio Sampaio, com bastante comércio e linhas de ônibus que cortam a zona norte. Existem muitas comunidades carentes e favelas no local.
Vila Chica Luísa
Bairro entre o lado esquerdo da Rodovia dos Bandeirantes e o Pico do Jaraguá. Seu acesso se dá pela Avenida Chica Luiza. É onde está localizado também o Parque Estadual do Jaraguá, ponto mais alto da cidade de São Paulo.
Vila Hilda
Bairro em uma das divisas com o distrito de Pirituba, cortado pela rua Dr. André Costa, serve como uma opção de caminho para quem vem da Vila Clarice (bairro do distrito de Pirituba), fica mais próximo à estação da CPTM Vila Clarice do que a do próprio distrito Jaraguá.
Jardim Zoológico
Acessado através da rua Galvão Bueno Trigueirinho, esse bairro é uma espécie de bolsão com saídas apenas para essa rua. Praticamente todo residencial, abriga casas de classe média e média alta. Famoso por suas ruas com muitos aclives, e por uma vista privilegiada do Pico do Jaraguá.
Vila Nossa Senhora da Conceição
Bem próximo ao centro do distrito entre a Avenida Jerimanduba e Rua Galvão Bueno Trigueirinho, onde fica uma das escolas mais antigas do distrito, a E.E. Isabel Vieira de Serpa e Paiva, conhecida na região como Grupo Velho.
Vila Aurora
Fica ao extremo noroeste do distrito na divisa com Perus, e abriga uma grande porcentagem da população do mesmo. Devido à distância do centro do Jaraguá, esse bairro acabou crescendo mais isolado e em 2013 foi inaugurada a estação da CPTM Vila Aurora, sendo a segunda dentro do distrito, o que fez com que o bairro passasse a interagir diretamente com o vizinho Parque Nações Unidas, que antes não tinha nenhum acesso devido aos trilhos entre eles.
Vila Nova Parada

Bairro ao extremo nordeste do distrito quase na divisa com a Brasilândia, com muitas comunidades carentes e algumas áreas favelizadas. Acessado principalmente pelas Avenidas Elísio Teixeira Leite e Cantídio Sampaio.
Outros bairros do distrito: Vila Homero - próx à Av. Chica Luiza, sentido Sol Nascente; Jardim Santa Lucrécia - lado leste da Av. Aléxios Jafet, sentido Vila Aurora; Vila Santo Antônio - lado leste da rua Galvão Bueno Trigueirinho, sentido Cidade D’Abril; Jardim Alvina - próx ao Coreto de Taipas; Jardim Marilu - próx à Av. Raimundo Pereira de Magalhães, sentido Shangri-lá; Estância Jaraguá e Vila Ana Rosa - próx à Parada de Taipas; Jardim Rodrigo - próx ao Jd. Shangri-lá; Jardim Donária - próx ao Jd. Rincão e Parada de Taipas; Vila Santo Estevão Reis - próx à Av. Elísio Teixeira Leite; Jardim Capela da Lagoa - próx ao Vivan e Pan-Americano; Vila Nova Jaraguá - lado oeste da Galvão Bueno Trigueirinho, sentido Cidade D’Abril, no alto do bairro, com casas antigas, sendo um dos primeiros bairros a se desenvolver do distrito;
Alguns Conjuntos Habitacionais do distrito, pela sua dimensão e relevância local, possuem praticamente o status de bairro, são alguns deles: Conj. Hab. Vista Alegre; Conj. Hab. Santa Marta; Conj. Res. Bandeirantes; Conj. Res. Alpes do Jaraguá; Conj. Hab. VOITH; Portal São Marcos; COHAB Pedra Bonita; Conj. Hab. Jd. Brasília; COHAB Pirituba; Conj. Hab. Brigadeiro Eduardo Gomes; Conj. Hab. Brasilândia.

## Turismo
No distrito do Jaraguá estão localizados: Pontos Turísticos, Áreas de Lazer, Centros de Logística, além de rodovias e avenidas de grande importância para a cidade de São Paulo. Cujos mais representativos são: Rodovia dos Bandeirantes; Avenida Raimundo Pereira de Magalhães (antiga Estrada São Paulo-Campinas); Estrada Turística do Jaraguá; Avenida Doutor Felipe Pinel; Estrada das Taipas; Avenida Deputado Cantídio Sampaio; Avenida Elísio Teixeira Leite;

## Pico do Jaraguá
O Pico do Jaraguá é uma montanha aberta a visitação turística que oferece mirantes de onde é possível avistar grande parte da cidade de São Paulo bem como municípios limítrofes das regiões norte e oeste da Região Metropolitana de São Paulo. em seu cume estão localizados os retransmissores de televisão e rádio de várias emissoras. É local muito procurado por moradores e turistas, inclusive para a prática atividades físicas como caminhada, corrida e ciclismo além de oferecer trilhas que levam o visitante das partes mais baixas até as mais altas da Montanha, sendo esta atividade indicada somente com o acompanhamento de guias especializados. A região onde hoje se encontra o pico é considerada a primeira mina de ouro do Brasil Colônia.

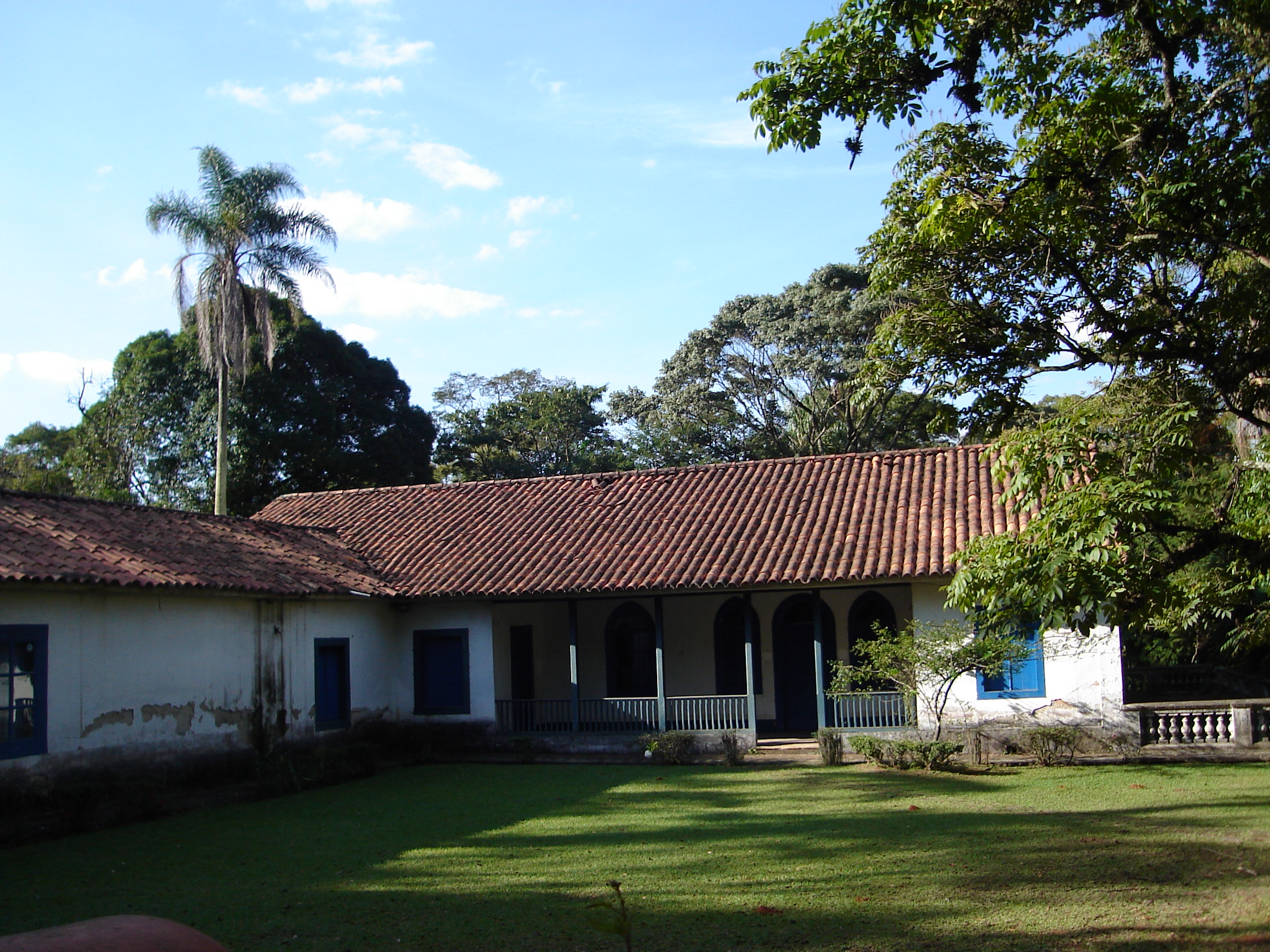
Casarão de Afonso Sardinha, situado no Parque Estadual do Jaraguá

## Parque Estadual do Jaraguá
O Parque Estadual do Jaraguá é formado por áreas remanescentes da Mata Atlântica, integra desde 1994 o chamado Cinturão verde da cidade de São Paulo (do qual também faz parte a Serra da Cantareira que ladeia toda a Zona Norte de São Paulo) que foi reconhecido como Reserva da Biosfera pela UNESCO.
No Parque Estadual do Jaraguá estão localizadas construções históricas como uma casa de taipa de pilão que foi residência de Afonso Sardinha, um dos mais famosos bandeirantes brasileiros.

## Acessos
O distrito é cortado pelas rodovias Anhanguera e Bandeirantes, pela Linha 7–Rubi do Trem Metropolitano de São Paulo, possuindo duas estações: Vila Aurora e Jaraguá, e por avenidas como Doutor Felipe Pinel e Raimundo Pereira de Magalhães (antiga ligação entre as cidades de São Paulo e Campinas). Suas principais avenidas são: Alexios Jafet, Deputado Cantídio Sampaio, Elísio Teixeira Leite, Estrada das Taipas, Jerimanduba, Doutor Felipe Pinel e Raimundo Pereira de Magalhães.

## Setor produtivo
No distrito do Jaraguá estão situadas importantes empresas nacionais e multinacionais como a Central de distribuição do Grupo Pão de Açúcar, a siderúrgica alemã Voith, e a empresa de transportes pesados. Há também o Conjunto City Jaraguá.

## Demografia
Evolução demográfica do distrito do Jaraguá

## Distritos e municípios limítrofes
- Anhanguera (Oeste)
- Perus (Norte)
- Caieiras (Nordeste)
- Brasilândia (Leste)
- Pirituba e São Domingos (Sul)
- Osasco (Sudoeste)